# Shuangyang
Shuangyang léase Shuáng-Yang (en chino:双阳区, pinyin:Shuāngyáng qū, lit: doble sol) es un distrito urbano bajo la administración directa de la subprovincia de Changchun, capital provincial de Jilin , República Popular China. El distrito yace en una llanura con una altitud promedio de 250 m s. n. m. Su área total es de 1663 km² y su población proyectada para 2010 fue de cercana a los 400 mil habitantes.

## Administración
El distrito de Shuangyang se divide en 8 pueblos que se administran en 3 subdistritos, 3 poblados y 1 villa.